# 塩田正洪
塩田 正洪（鹽田 正洪、しおた せいこうあるいはまさひろ、1899年〈明治32年〉8月23日 - 1972年〈昭和47年〉8月）は、朝鮮総督府官僚。

## 経歴
1899年8月23日、東京府で楠眞道の四男として生まれ、塩田武夫の養子となる。1924年、東京帝国大学法学部を卒業。
朝鮮総督府農務課長務官、林政課長総督官房秘書官兼文書課事、農林局農務課長、江原道内務部長、殖産局鉱産課長、企画部長を経て、1942年10月23日農林局長に就任。1943年12月1日、農商局長。1944年8月17日、鉱工局長に就任し、終戦まで務めた。

## その他
趣味は音楽、運動

### 親族
出典：
- 妻：綾子：有田恕の次女（1906年8月生）
- 嗣子：政臣：京城公立中学校卒業[3]（1925年2月生）
- 長女：陽子：京城第一公立高等女学校卒業[3]（1927年6月生）
- 次女：玲子（1934年6月生）
- 三男：正庸（1937年3月生）

### 論文
- 『朝鮮農地令とその制定に至る諸問題』[1]